# Łazarz (imię)
Łazarz – imię męskie pochodzenia biblijnego, od hebrajskiego imienia Eleazar (co można przetłumaczyć jako Ten, któremu Bóg pomaga). Nosił je jeden z przyjaciół Chrystusa, brat Marii i Marty. Imię to pojawia się również w Jezusowej opowieści o bogaczu i Łazarzu.
Lazarus jest łacińską formą greckiego słowa Lazaros, skrótem od Eleazaros, inaczej: אֶלְעָזָר (Bóg pomógł) lub hebrajskiego Elʿazar.
Łazarz imieniny obchodzi: 11 lutego, 23 lutego, 14 marca, 27 marca, 4 maja, 10 maja, 17 czerwca, 17 października, 12 grudnia, 17 grudnia i 30 grudnia.
Znane osoby noszące imię Łazarz:
- Łazarz I Hrebeljanović – książę serbski
- Łazarz Andrysowicz – renesansowy polski drukarz, założyciel Oficyny Łazarzowej
- Lazare Hippolyte Carnot – francuski polityk i pisarz
- Lazare Nicolas Marguerite Carnot – francuski matematyk, polityk i generał
- Lazarus Fuchs – niemiecki matematyk
- Łazar Kaganowicz – radziecki polityk
- Lázár Lovász – węgierski lekkoatleta, młociarz
- Lazar Ristovski – jugosłowiański i serbski aktor filmowy
- Ludwik Łazarz Zamenhof – żydowski lekarz okulista, inicjator esperanto.